# Strafprozessgesetzbuch der Litauischen Sozialistischen Sowjetrepublik
Strafprozessgesetzbuch der Litauischen Sozialistischen Sowjetrepublik (lit. Lietuvos Tarybų Socialistinės Respublikos baudžiamojo proceso kodeksas, LTSR BPK)  war die umfassende Strafprozessrechtskodifikation und Hauptrechtsquelle des Strafprozessrechts in der Litauischen Sozialistischen Sowjetrepublik.
Das Gesetz wurde vom Obersten Sowjet der Litauischen Sozialistischen Sowjetrepublik 26. Juni 1961 verabschiedet und trat am 1. September 1961 in Kraft. Der Nachfolger des Gesetzbuches ist das Strafprozessgesetzbuch der Republik Litauen von 2002.